# Aleutians West Census Area
Aleutians West Census Area is een borough in de Amerikaanse staat Alaska, en omvat een deel van de Aleoeten eilandengroep.
De borough heeft een landoppervlakte van 11.388 km² en telt 5465 inwoners (volkstelling 2000).